# Gérard Ier de Vaudémont
Pour les articles homonymes, voir Gérard de Lorraine.
Gérard Ier d'Alsace, né vers 1057, mort en 1108, fut le premier comte de Vaudémont, de 1070 à 1108.

## Biographie
Il était le second fils de Gérard d'Alsace, duc de Lorraine, et de Hedwige de Namur, fille d'Albert II de Namur (voir l'ascendance de son frère).
À la mort de son père, en 1070, il revendiqua une partie des terres paternelles, et se comporta en seigneur brigand, ravageant les terres au sud de la Lorraine. Thierry II étant déjà en compétition avec Louis comte de Montbéliard et de Bar, pour la succession du duché, lui donna une partie du Saintois, pagus situé autour de Vaudémont, et l'empereur Henri IV lui accorda la dignité comtale.
De fait, à partir de cette investiture, il collabora étroitement avec son frère, combattant les comtes de Montbéliard et gardant ainsi la frontière sud du duché de Lorraine.
Il combattit un duc de Bourgogne et fut fait prisonnier vers 1080, mais à part Jean de Bayon qui relate l'histoire quelques siècles après avec quelques erreurs (le prénom du duc de Bourgogne est inconnu parmi ceux-ci), aucun autre document ne mentionne l'épisode. Cependant, la suzeraineté du duc de Bourgogne sur les seigneuries de Charmes et de Ramberailles, possessions des Vaudémont, est attestée, et l'épisode sus-mentionné pourrait expliquer l'origine de cette suzeraineté.
Gérard est cité dans de nombreux actes concernant différentes abbayes, en tant que souscripteur ou témoin, à l'exception de la période comprise entre 1097 et 1101. Cette absence pourrait s'expliquer par une participation à la première croisade, mais aucun des chroniqueurs de cette croisade ne mentionne sa présence.
Il épousa vers 1080 Hedwige d'Eguisheim († vers 1126) fille de Gérard, comte d'Eguisheim et de Dagsbourg, qui était arrière-petite-nièce du pape Léon IX. Ils eurent :
- Hugues Ier († 1155) ;
- Olri, comte de Dagsbourg et d'Eguisheim ;
- Gisèle de Vaudémont (1090 † 1141), mariée à Renard III, comte de Toul, puis à Renaud le Borgne († 1149), comte de Bar ;
- Etiennette, († 1160/88), mariée à Frédéric Ier († 1160), comte de Ferrette ;
- Judith († v. 1163), abbesse de Remiremont, puis de Saint-Pierre à Metz.

Il est inhumé au prieuré de Belval qu'il a fondé.